# Weinsberger Tunnel
Der Weinsberger Tunnel ist ein 891,3 m langer Tunnel im Zuge der Bahnstrecke Crailsheim–Heilbronn zwischen Weinsberg und Heilbronn. Nach seiner Eröffnung 1862 war er der längste Tunnel Württembergs. Der unter Denkmalschutz stehende Eisenbahntunnel durchquert den Keupermergel der Heilbronner Berge. Im Gestein eingelagerter Anhydrit bereitete beim Bau große Probleme und erfordert bis heute aufwändige Instandhaltungsarbeiten.

## Geographische Lage
Der Weinsberger Tunnel verläuft im Nordteil der Heilbronner Berge unterhalb der auf der Grenze der Städte Weinsberg im Osten und Heilbronn im Westen bei der Kernerruhe befindlichen Scharte (291,3 m ü. NHN), die 350 m südöstlich vom Gipfel der am Gewann Bürg mit östlich benachbartem Gewann Schnarrenberg gelegenen Nordkuppe (301,7 m) und 1,2 km (jeweils Luftlinie) nordnordwestlich von jenem der Südkuppe des Galgenbergs (ca. 312 m) liegt. Über die Nordkuppe leitet die Landschaft in Richtung Nordwesten zum Weinsberger Sattel (ca. 235 m) mit dortiger Bundesstraße 39 über.

## Vorgeschichte
Der Weinsberger Tunnel verdankt seine Entstehung weniger den geografischen Gegebenheiten, sondern vielmehr politischen Einflüssen. 1857 entschied der württembergische Staat, von Heilbronn aus über Crailsheim eine Eisenbahnverbindung in Richtung des bayerischen Nürnbergs zu knüpfen. Anfang Mai 1858 legte das seinerzeit für den Eisenbahnbau verantwortliche württembergische Finanzministerium Pläne für die Streckenführung vor: Die Strecke sollte von Heilbronn aus über Neckarsulm, Neuenstadt und Öhringen weiter nach Osten geführt werden. Für Neckarsulm war im Zuge des Bahnbaus ein neuer Hafen am Neckar geplant. Da Heilbronn als Ausgangspunkt feststand, hatte die Stadt bis zu diesem Zeitpunkt wenig Interesse an Fragen zum Verlauf der Bahn gezeigt, sah nun aber in einem Neckarhafen im benachbarten Neckarsulm eine ernsthafte Bedrohung für die eigene Wirtschaftskraft. Die Oberamtsstadt Weinsberg forderte schon zuvor eine Streckenführung durch das Weinsberger Tal, da ihr ansonsten der Anschluss an das Eisenbahnnetz langfristig versagt geblieben wäre.
Sowohl Heilbronn als auch Weinsberg intervenierten unverzüglich nach Bekanntwerden der Pläne. Die ehemalige Reichsstadt Heilbronn argumentierte, sie gerate aufgrund der durch einen Hafen in Neckarsulm entstehenden wirtschaftlichen Nachteile auch gegenüber dem badischen Konkurrenten in Mannheim ins Hintertreffen. Außerdem sei nur eine möglichst kurze Streckenführung einer möglichen Fernverkehrsachse Straßburg–Nürnberg–Berlin/–Prag angemessen. Weinsberg warf seine bisherige Bedeutung als Knotenpunkt für den Handel von Osten in Richtung Heilbronn in die Waagschale und gab zu bedenken, dass eine Strecke über Neuenstadt nahe an der badischen Grenze verlaufen würde. Schon der Bericht der Volkswirtschaftlichen Kommission vom 22. Mai 1858 trug erste Früchte, da dieser empfahl, die Strecke über Weinsberg zu führen, zumal Neckarsulm ohnehin über eine geplante Strecke von Heilbronn in Richtung Neckarelz Anschluss an das Eisenbahnnetz erhalten sollte. Die Abgeordnetenkammer folgte dem Vorschlag am 25. Mai mit breiter Mehrheit.
Der Tunnel war weder von Heilbronn noch von Weinsberg gefordert worden. Beide Städte gingen davon aus, dass die Strecke nördlich um den Wartberg herumgeführt werden würde. Erst ein Bericht des Finanzministeriums vom 29. Oktober 1858, der der königlichen Verordnung zum Streckenbau vom 17. November 1858 vorausging, brachte den Tunnel ins Spiel, da dieser durch die kürzeste mögliche Streckenführung am wirtschaftlichsten schien.

## Bau

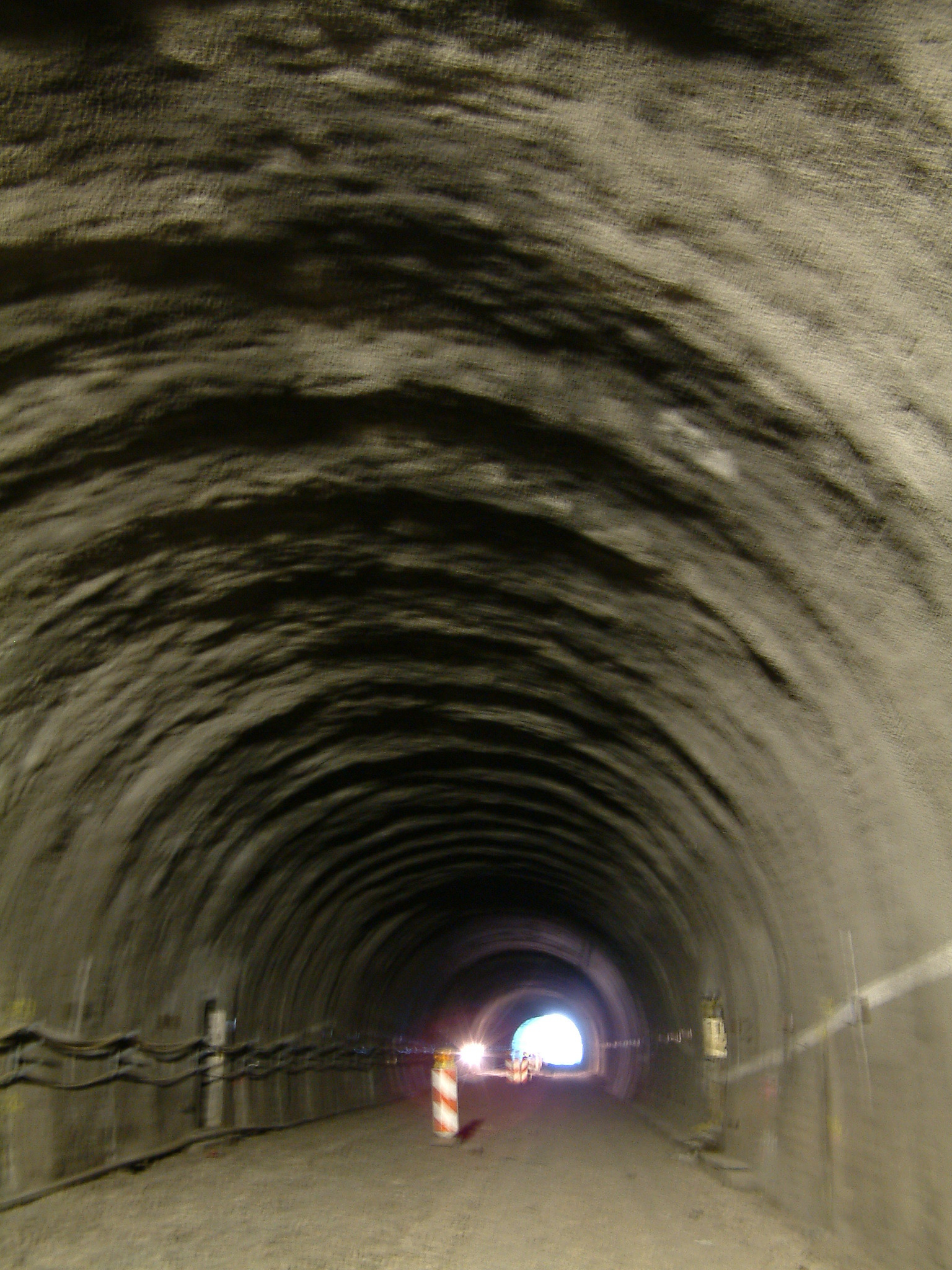
Innenansicht während des Umbaus 2003

Der Erste Spatenstich für die Strecke Heilbronn–Hall fand im August 1859 in Heilbronn statt. Zwei Monate danach begannen die Arbeiten am Tunnel, die sowohl von der Heilbronner und der Weinsberger Seite als auch über einen 80 m tiefen Schacht von oben in Angriff genommen wurden. Die große Zahl an Arbeitern, darunter viele italienische Gastarbeiter, stellte die Kommunen vor große Herausforderungen. So mussten allein in Heilbronn mit seinen damals 14.000 Einwohnern rund 1500 Arbeiter untergebracht werden. Ende Juli 1860 forderten die Arbeiten ein Todesopfer, als ein Arbeiter auf der Weinsberger Seite verschüttet wurde.
Die Tunnelwand wurde mit Heilbronner Sandstein ausgemauert, der in den nahe gelegenen Steinbrüchen am Jägerhaus und oberhalb des Tunnels gewonnen wurde. Als die Arbeiten weiter in das Innere des Bergrückens vorstießen, traten Probleme auf, die bis heute nicht vollständig gelöst sind: Der Keupermergel mit seinen Gipsbänken, durch den der Tunnel geschlagen wurde, erwies sich als anhydrithaltig. Kam das Gestein mit eindringendem Wasser in Berührung, was insbesondere über dem Schacht und auf der Weinsberger Seite der Fall war, reagierte es zu Gips und quoll dabei auf. Der Gips hob den Boden des Tunnels monatlich um 24 cm und sprengte an vielen Stellen die Ummauerung. Nur mit einer permanenten Entwässerung und einem 430 m langen Bodengewölbe aus Holz gelang es den Tunnelbauern, die Probleme ausreichend zu mildern.
Der Durchschlag zwischen Heilbronn und Weinsberg gelang am 19. November 1860. Die Arbeiten konnten am 18. Juli 1862 vollendet werden. Der zweigleisig angelegte, aber zunächst nur mit einem Gleis versehene Tunnel ist maximal 8,3 m breit und war zunächst 5,7 m hoch. Er steigt in Richtung Weinsberg an. Die Baukosten in Höhe von 650.000 f. machten fast 1/10 des gesamten Budgets für den Teilabschnitt Heilbronn–Hall aus. Mit 891 m war der Tunnel nach seiner Eröffnung am 4. August 1862 der längste Tunnel Württembergs und wurde nach Inbetriebnahme des 1557 m langen Hochdorfer Tunnels im Zuge der Nagoldtalbahn 1873 zum zweitlängsten Eisenbahntunnel im Streckennetz der Königlich Württembergischen Staats-Eisenbahnen.

## Betrieb

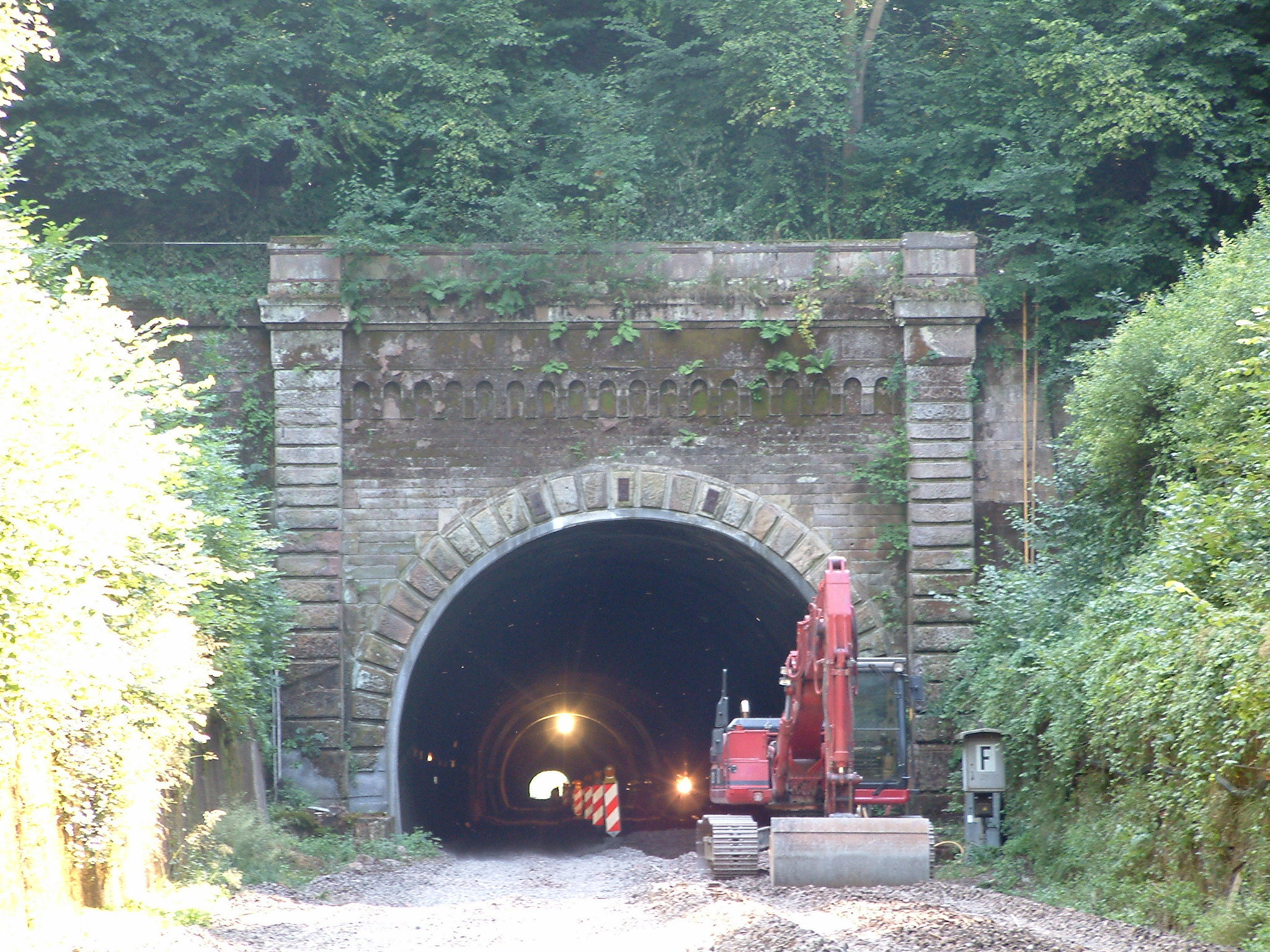
Nordostportal auf der Weinsberger Seite während des Umbaus 2003

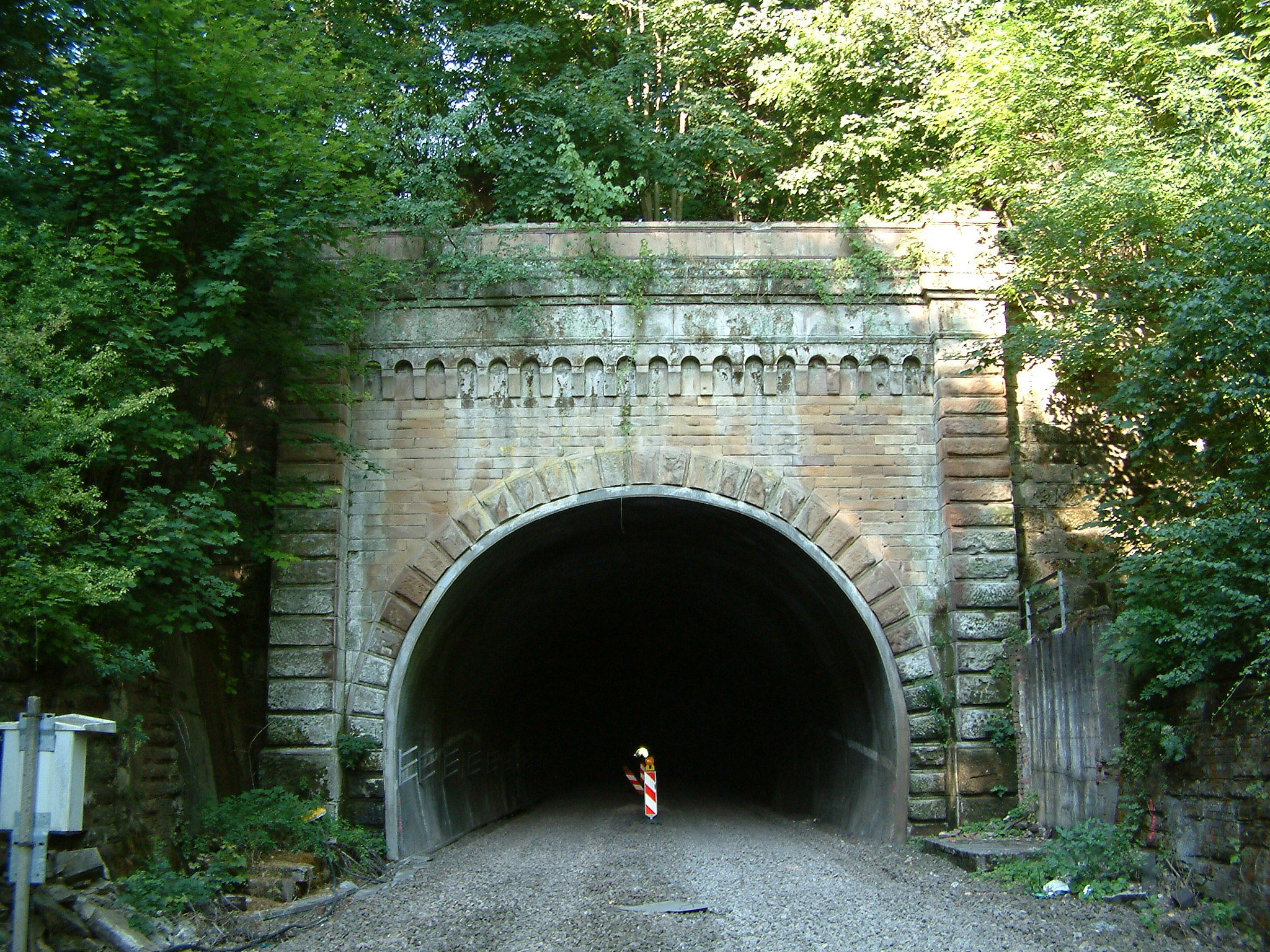
Südwestportal auf der Heilbronner Seite während des Umbaus 2003

Nach seiner Inbetriebnahme entwickelte sich der Tunnel bald zu einem großen Sorgenkind. Die schwierigen geologischen Verhältnisse erfordern immer wieder aufwändige Sanierungsarbeiten, so bereits 1866 bis 1867, als das Holzgewölbe schon fast vollständig zerstört war und abschnittsweise eine Holzverschalung eingebaut werden musste, um herabfallende Steine abzufangen. Oscar Fraas nannte den Tunnel 1880 in seiner Beschreibung des württembergischen Eisenbahnnetzes Württembergs Eisenbahnen mit Land und Leuten an der Bahn einen „gefährlichen, schadhaften Bau, [der] in ein übles Renommé gekommen ist“.
Seit 1888 ist der Tunnel zweigleisig ausgebaut.
Nach dem Zweiten Weltkrieg war der Sanierungsbedarf so hoch, dass die Deutsche Bundesbahn erwog, den Tunnel über Binswangen und Erlenbach zu umgehen. Auch wenn diese Variante langfristig kostengünstiger gewesen wäre, kam sie wegen des kurzfristig hohen Investitionsvolumens nicht zur Ausführung. Weitere Sanierungsarbeiten waren 1956–1957, 1973–1975 und 1988–1989 notwendig, wobei die Gleise 1973 bereits tiefer verlegt wurden, um eine eventuelle Elektrifizierung vorzubereiten.
Als im Juni 2003 der Ausbau der Bahnstrecke Crailsheim–Heilbronn für die Stadtbahn Heilbronn und damit die Elektrifizierung anstand, nahm die DB erneut eine Sanierung in Angriff, die sich wegen unerwarteter Probleme über anderthalb Jahre – anstatt wie zunächst geplant über ein halbes Jahr – hinzog. Für eine nachhaltige Sicherung erhielt der Tunnel einen 20 cm dicken Puffer aus Styropor zwischen Gestein und Tunnelwänden, der dem quellenden Gestein für mehrere Jahrzehnte widerstehen soll. Um das Lichtraumprofil für die Elektrifizierung zu erweitern, setzte die Deutsche Bahn analog zu den Tunneln der Murgtalbahn Y-Schwellen ein.